# La Vestale (ballet)
Pour les articles homonymes, voir La Vestale.

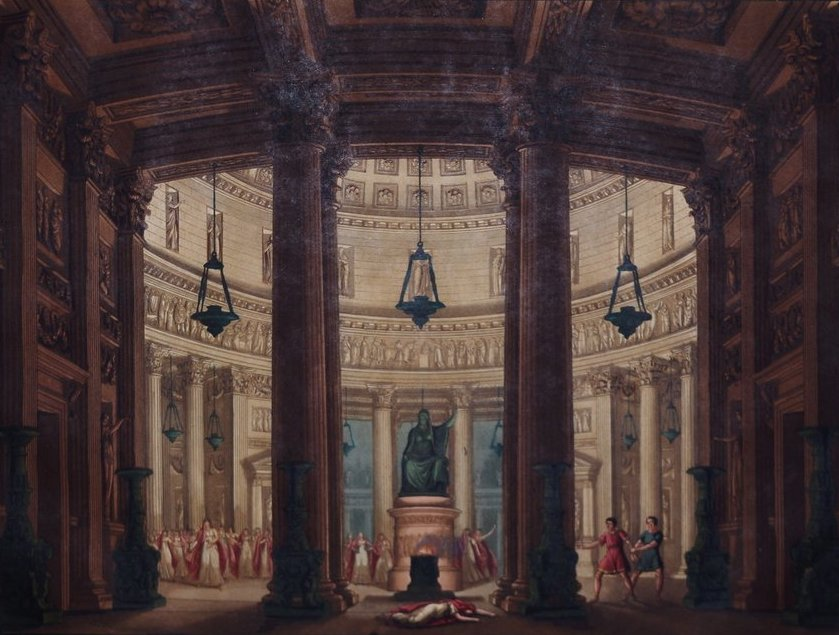
Le Temple de Vesta, décor créé par Alessandro Sanquirico pour la représentation de La Vestale à La Scala, 1818

La Vestale est un ballet en 5 actes de Salvatore Viganò, sur une musique de Gaspare Spontini,  représenté pour la première fois à la Scala de Milan le 9 juin 1818.
Marius Petipa s'inspira du livret pour en donner une nouvelle version en trois actes et quatre scènes à Saint-Pétersbourg en 1888.

## Version de Petipa

### Histoire
Les années 1880 voient l'arrivée à Saint-Pétersbourg de danseurs italiens, comme Virginia Zucchi qui est acclamée par le public et d'autres arrivent, par exemple Enrico Cecchetti et Elena Cornalba (en 1887). Le ballet est prévu pour Zucchi dans le rôle principal, mais elle refuse ce rôle à cause d'un différend avec le directeur des Ballets impériaux, le prince Vsevolojski, et son contrat n'est pas renouvelé. Elle est remplacée par Elena Cornalba. La critique est enthousiasmée par ce ballet dramatique à grand spectacle dont la musique est arrangée par le compositeur Mikhaïl Ivanov.
Après la révolution bolchévique, ce ballet est enlevé du répertoire et même interdit à cause de son sujet peu compatible avec le réalisme soviétique.

### Argument
Dans l'Ancienne Rome, le centurion Lucio est amoureux d'Amata, fille du sénateur Julius. Le jeune homme doit partir pendant un an à la guerre, et à son retour épouser la jeune fille. Mais le destin s'acharne contre eux, lorsque les prêtres du temple de la déesse Vesta arrivent chez le sénateur. Ils demandent une vierge pour devenir vestale et servir la déesse pendant au moins trente ans. Le sénateur tente de cacher sa fille, mais il est contrecarré par sa fille aînée, Claudia, qui est jalouse de sa sœur car elle aussi est amoureuse de Lucio. Le rituel des prêtres se déroule; mais à l'horreur du sénateur et d'Amata (et à la satisfaction de Claudia), c'est Amata qui est choisie pour devenir vestale. Elle quitte donc la maison paternelle malgré ses prières et envoyée le cœur brisé au temple de Vesta.
Mais les vues de Claudia sont vaines, car, au retour de Lucio, celui-ci repousse ses avances avec dédain. Il rencontre le sénateur et Amata qui l'aime toujours, mais elle refuse de s'enfuir avec lui, craignant que le déshonneur ne tombe sur son père. La vie n'a plus de sens pour Lucio désespéré. Il veut se battre au Colisée jusqu'à ce que mort s'ensuive. Horrifiée, Amata le suit pour l'en empêcher; mais Lucio est déjà en train de se battre. Son adversaire prend le dessus. Lorsqu'on lui demande s'il choisit la mort ou la pitié, il choisit la mort et se frappe de l'épée de son adversaire. Amata se précipite vers lui, mais il est trop tard, car il meurt dans ses bras. Ivre de douleur, Amata s'empare de l'épée et se tue à son tour.

### Distribution
- Amata: Elena Cornalba
- Lucio: Pavel Gerdt
- Claudia: Maria Gorchenkova
- Lelia: Anna Johansson
- Le sénateur Julius: Felix Kschessinski
- Le grand prêtre : Nikolaï Aïstov[2]